# Кухељ KS-II
Кухељ KS-II "Тончек"  је југословенски једномоторни, једноседи, нискокрилни лаки авион, који се користио као спортски авион, између два светска рата. Авион је према конструктору добио надимак "Тончек".

## Пројектовање и развој
У јесен 1935. године г. Рудолф Залокер се обратио инж. Антону Кухељу са молбом да му конструише двоседи авион који би искористио мотор снаге 25 KS из његовог слупаног авиона. Кухељ је још 1930. године пројектовао сличан авион са мотором Анцани (Anzani) снаге 35 KS. Нажалост са расположивом снагом мотора, могао се пројектовати само једносед и тако је почео пројект авиона који је назван Кухељ КС-2 Тончек према Кухељ презиме конструктора КС Кухељ Спортски 2 редни број пројекта и Тончек према надимку конструктора.
До краја Фебруара 1936. године било је завршено већина цртежа и почела је прузводња трупа, крила и репних површина. Дрво је добављено из Горењске регије а шперплоча из Немачке док су окови набављени из француске а токови од Данлопа из Енглеске.
Авион је уз надзор инж. А.Кухеља био завршен у августу месецу 1936. године а први пробни лет је обављен 26.=9.1936. године.

## Технички опис
Авион Кухељ КС-2 Тончек је једноседи самоносећи нискокрилни једномоторни авион са отвореном кабином саграђен од дрвета. Труп му је дрвене конструкције обложен дрвеном лепенком правоугаоног попречног пресека. Носач мотора је био од челичних цеви а оплата мотора је од алуминијумског лима. Погонска група му је била двоцилиндрични ваздухом хлађени мотор Poensar снаге 18,4 kW. На радилици мотора је била насађена дрвена елиса фиксног корака. Кабина му је била отворена без ветробрана са неопходним инструментима за дневно летење. Команде авиона су челичним сајлама биле везане за извршне органе авиона (крилца и кормила). Крила су била дрвене конструкције обложене дрвеном лепенком. Исто тако су били изведени стабилизатори и кормила тј. репне површине. Авион је имао класичан, фиксни стајни трап, са предњим, независним, точковима испод крила и еладтичном дрљачом испод репа авиона. амортизација предњих точкова је била помоћу спиралне опруге.

### Варијанте авиона Кухељ KS-2
- Кухељ KS-II - Прототип авиона са мотором Poensar снаге 18,4 kW.
- Кухељ KS-IIа - Модификован модел KS-II са мотором Praga B2 снаге 30 kW.

## Земље које су користиле Авион Кухељ KS-2
- Краљевина Југославија

## Оперативно коришћење

### Авион Кухељ KS-2 у Југославији
Од првог пробног лета 1936. године па до удеса 25. марта 1937. године овај авион није био регистрован. Удес је десио на Љубљанском аеродрому при вршењу глисаде у прилазу за слетање авион Кухељ KS-II "Тончек" власништво Рудолфа Залокера пао је у леђни ковит и није извађен до земље. При удару у земљу пилот Марјан Кокот је тешко повређен а авион потпуно уништен.
Грађење друге варијанте авиона Кухељ KS-IIa је почела на јесен 1937. године а окончана почетком октобра 1938. Авион је на основу уверења о пловидбености уписан у југословенски регистар у добио регистарску ознаку YU-PDO. Авион је коришћен све до 6. августа 1939. године кад је имао удес. У току земаљског такмичења школских и туристичких авиона домаће израде за пехар принца Павла тешко је оштећен авион Кухељ KS-IIа власника Мирослава Лаврича регистарски број YU-PDO. До удеса је дошло после полетања авиона из Скопља за Борово. Услед појаве јаких вибрација мотора на висини од 1.000 метара мотор је угашен и отпочето је принудно слетање. У току принудног слетања на планински терен Скопске Црне Горе у близини Куманова авион је тешко оштећен на срећу пилот Стане Рапе је био само лакше повређен.